# Henry Ashton
Henry Ashton (* 10. Februar 1991 in England) ist ein britischer Schauspieler.

## Leben und Karriere
Ashton wuchs in Buckinghamshire auf. Er besuchte die Millfield School. Danach studierte er an der Royal Conservatoire of Scotland. Sein Debüt gab er 2021 in dem Film Creation Stories. Anschließend trat er 2023 in der Fernsehserie Outlander auf. Seine erste Hauptrolle bekam er 2024 in der Serie My Lady Jane Im selben Jahr wurde Ashton für die Serie A Good Girl’s Guide to Murder gecastet. 2025 wird er in der Serie A Knight of the Seven Kingdoms zu sehen sein.

## Filmografie
- 2021: Creation Stories
- 2023: Outlander (Fernsehserie)
- 2024: My Lady Jane (Fernsehserie)
- 2024: A Good Girl’s Guide to Murder (Fernsehserie)